# Pascal Plisson
Pascal Plisson (París, 1959) és un guionista, director de cinema i documentalista francès.

## Biografia
Pascal Plisson prové d'una família burgesa a l'oest de París. Va deixar els estudis als 15 anys per viatjar i va fer petites feines. Es va convertir en caçador alpí, seguidor de rastreig a la Val d'Isère a principis de la dècada de 1980. A continuació, filma turistes a les seves sortides a la muntanya, aprenent la feina de cinema.
És un director autodidacta que va començar la seva carrera el 1984 produint reportatges (en particular reportatges esportius dedicats al polo) al continent americà per a diversos canals de televisió. El 1994 va canviar a 16 mm i es va especialitzar en documentals dedicats a homes que viuen en condicions extremes: Les Routiers de Sibérie, Sibérie terre de la soif, Australie 50° de solitude...
Des de 1997 es va especialitzar en la realització de pel·lícules documentals sobre Àfrica que va explorar durant molts anys. Ha viscut notablement durant diversos anys a Kenya i a Tanzàniaon ha realitzat pel·lícules per National Geographic Society, la BBC i Canal+
El 2003 es va donar a conèixer al gran públic dirigint el seu primer llargmetratge dedicat als guerrers massais. Pascal Plisson està familiaritzat amb els guerrers Massai que freqüenta diàriament perquè els empra per trobar i matar els animals que filma com a part del seu treball com a realitzador de documentals per a animals. El seu productor, Stéphane Parthenay, fascinat pel seu viatge d'exploració a l'Àfrica, va suggerir que fes un film de ficció.
La pel·lícula va tenir una bona acollida per part dels crítics que elogien per unanimitat la qualitat de les imatges, però recorden que l'escenari és de sota. Guillaume Tion resumeix bé el sentiment general escrivint que "òbviament, aquesta faula hauria merescut desfer-se de les seves longituds". La pel·lícula no té èxit a les sales.
La consagració arribaria vuit anys després gràcies a la pel·lícula documental, Camí a l'escola que va obtenir un èxit crític unànime i una sorpresa a les sales amb més d'1,2 milions d'entrades a França. La pel·lícula mostra la voluntat i la determinació de 4 nens per anar cada dia a la seva escola a 4 països en desenvolupament (Marroc, Kenya, Índia i Argentina). En particular, va ser molt aclamat pels professors que hi van impartir classes, i fins i tot escoles senceres6. La pel·lícula també va ser guardonada amb el César a la millor pel·lícula documental.

## Vida privada
És pare de dues filles, Prune Plisson i Tracy Plisson. També és l'oncle del jugador de rugbi francès Jules Plisson.

## Filmografia

### Director
- 2003: Massai, les guerriers de la pluie
- 2005: Les Mystères de Clipperton
- 2012: Camí a l'escola
- 2015: Le Grand Jour
- 2020: Gogo

### Guionista
- 2003 : Massai, les guerriers de la pluie
- 2009 : Safari, dirigit per Olivier Baroux
- 2012 : Camí a l'escola
- 2015 : Le Grand Jour

## Guardons
- 2014: César a la millor pel·lícula documental per Camí a l'escola
- 2014 : Prix Henri-Langlois a la pel·lícula documental[7] per Camí a l'escola
- 2014 : Prix INIS del 17e Festival international du film pour enfants de Montréal[8] per Camí a l'escola